# Eat Your Salad
"Eat Your Salad" (em português: Come a tua Salada) é a canção que representou a Letónia no Festival Eurovisão da Canção 2022 que teve lugar em Turim. A canção foi selecionada através de uma final nacional a 12 de fevereiro de 2022. Na semifinal do dia 10 de maio, a canção não constou de entre os dez qualificados, pois terminou a semifinal em 14º lugar com 55 pontos.